# IPadOS 26
iPadOS 26 — це сьомий і поточний основний випуск операційної системи Apple iPadOS для iPad. Вона була представлена на Всесвітній конференції розробників (WWDC) 9 червня 2025 року. Вона є прямим наступником iPadOS 18 і була анонсована разом з iOS 26, macOS Tahoe, visionOS 26, watchOS 26 і tvOS 26.

## Нові функції та зміни

### Інтерфейс користувача
Вперше з часів iOS 7 інтерфейс користувача було перероблено, використовуючи значки та меню зі збільшеним використанням прозорості, подібно до visionOS.

### Вікно
Нова система вікон створює враження, подібне до macOS. Параметри мозаїчного розбиття вікон також доступні під час гортання вікон або використання нових параметрів мозаїчного розбиття.

## Підтримувані пристрої
iPadOS 26 вимагає iPad з процесором A12 або пізнішої версії, що припиняє підтримку iPad (7-го покоління).
Підтримуються такі моделі:
- iPad (8-го покоління) та пізніші версії
- iPad (A16)
- iPad Mini (5-го покоління) та пізніші версії
- iPad Mini (A17 Pro)
- iPad Air (3-го покоління) та пізніші версії
- iPad Air (M2)
- iPad Air (M3)
- iPad Pro 11 дюймів (1-го покоління) та пізніших моделей
- iPad Pro 12,9 дюймів (3-го покоління) та пізніших моделей
- iPad Pro (M4)